# Кодзаев, Асланбек Казбекович
Асланбе́к Казбеко́вич Кодза́ев (род. 27 февраля 1997, Владикавказ) — российский самбист и боец смешанных единоборств, 3-кратный чемпион России, чемпион Европы, мира и Кубка мира по боевому самбо, серебряный призёр Всемирных игр боевых искусств 2023 года, заслуженный мастер спорта России (2022).
В смешанных единоборствах по состоянию 2024 год провел шесть боёв и все выиграл (три — нокаутом, два — болевым приёмом и один — решением судей).

## Биография
Асланбек Кодзаев (самбо) стал абсолютным победителем Форума боевых искусств «Битва Чемпионов 13: Школа против школы»
Боец ММА Асланбек Кодзаев представляет страну: Россия. Начал свою профессиональную карьеру в 2017 г. и на данный момент провел боев: 4, из которых победил 4 и проиграл 0. Принимал участие в турнирах таких промоушенов как ACA Young Eagles, MMA SERIES , OF. Встречался в поединках с такими соперниками, как: Юсуп Ахмасултанов, Магомед Магомедов, Владислав Боженко.
Асланбек Кодзаев стал чемпионом мира по боевому самбо в весовой категории 82 килограмма. Он стал первым в истории осетинского спорта чемпионом мира в этой дисциплине.
В Челябинске состоялся чемпионат воздушно-космических сил по армейскому рукопашному бою. Одним из победителей соревнований стал осетинский боец Асланбек Кодзаев.

## Спортивные результаты
Национальные
- Чемпионаты России по самбо 2019 — ;
- Чемпионат России по самбо 2020 — ;
- Чемпионат России по самбо 2021 — ;
- Чемпионат России по самбо 2018 — ;
- Чемпионат России по самбо 2023 — ;
- Кубок России по самбо 2018 — ;[8]

Международные
- Кубок мира по самбо 2019 — ;[9]
- Кубок мира по самбо 2020 — ;[10]
- Чемпионат мира по самбо 2019 (Сеул, Южная Корея)[11] — ;
- Чемпионат Европы по самбо 2023 (Хайфа, Израиль)[12][13] — ;
- Чемпионат СНГ по АРБ 2017 (Киргизия, Бишкек)[14] — ,
- Чемпионат СНГ по АРБ 2019 (Казахстан, Алма-Ата)[15] —

## Статистика в ММА
| Боёв 8          | Побед 6 | Поражений 1 |
| --------------- | ------- | ----------- |
| Нокаутом        | 3       | 0           |
| Сдачей          | 2       | 0           |
| Решением        | 1       | 1           |
| Не состоявшихся | 1       | 1           |